# Acanthophyllum mikeschinianum
Acanthophyllum mikeschinianum là loài thực vật có hoa thuộc họ Cẩm chướng. Loài này được Yukhan. & Kuvaev mô tả khoa học đầu tiên năm 1976.